# A holtak vére
A holtak vére (Dead Man's Blood) az Odaát című televíziós sorozat első évadjának huszadik epizódja.

## Cselekmény
Egy Daniel Elkins nevű férfiről számolnak be az újságok, akit coloradoi otthonában szétmarcangolva találtak meg. Deannek ismerősnek tűnik ez a név, így miután utánanézett apja naplójában, rájön, hogy egy vámpírvadászról van szó.
A fivérek ellátogatnak Elkins otthonába, ahol találnak egy üres pisztolytokot. Váratlanul John Winchester feltűnik, és közli a fiúkkal: ő is idejött Elkins halálhírére, majd egy itt talált levél alapján közli fiaival, hogy vámpírok állnak a háttérben, ráadásul megszerezték a vadászok egyik legfőbb fegyverét: a minden természetfeletti lénnyel végző Coltot. Mialatt a vérszívók éjszaka egy fiatal párt ejtenek foglyul, Dean, Sam és apjuk együtt indulnak a pisztoly nyomába, időközben azonban John és kisebb fia között egyre feszültebb lesz a hangulat, mely vitába is torkollik.
Másnap reggelre megtalálják a vámpírok búvóhelyét, és távolról szemlélve az istállószerű építményt, rájönnek, hogy a mondák ellenére azok nem félnek a naptól. A három férfi megpróbálja kiszabadítani az elfogott lányt -akinek barátja már nem él-, ám az akció balul sül el, így menekülni kényszerülnek. Egy erdei házban találnak menedéket, ahol felkészülnek a vámpírok elleni harcra: holtak vérével kennek be nyílvesszőket, és el is ejtenek vele két vérszívót -köztük a vámpírok vezetőjének, Luthernek barátnőjét, Kate-tet. Míg fiai kiszabadítási akciója kudarcba fúl a vámpírok által vérszívóvá lett lány érdekében, John megpróbálja elcserélni Kate-tet a Coltra, ám a vámpírok felülkerekednek rajt. Végül Dean és Sam is a helyszínre érkezik, és még ők lefoglalják az éjszaka teremtményeit, John megszerzi a Coltot, és golyót ereszt Luther fejébe – a vezető meghal, a pisztolyban immár csak 4 töltény marad.
John kibékül a fivérekkel, akikkel együtt elhatározza: megtalálják és együtt megölik a Sárgaszemű démont…

## Természetfeletti lények

### Vámpírok
A vámpírok egyfajta legendabéli teremtmények: hasonlítanak az emberre, ennek ellenére állatok és emberek vérével táplálkoznak, ráadásul a hiedelem ellenére nem mindegyik fajtája fél a fénytől. Fizikai erejük nagy, étkezésüket két hosszúra nyújtható metszőfogukkal végzik, az emberek szívdobbanását és szagát pedig kilométerekről megérzik. Elpusztítani vagy megsebezni őket holtak vérével bekent tárgyakkal lehet, a leghatásosabb kivégzés azonban a fejük levágása.

## Időpontok és helyszínek
- 2006. október 25-29. – Manning, Colorado

## Zenék
- Stevie Ray Vaughan – The House Is Rockin'
- Tito & Tarantula – Strange Face Of Love
- Brian Keith Nutter (Master Source)- Searching For The Truth
- Master Source – Trailer Trash